# Tana (reka)
Približno 1000 km dolga reka Tana je najdaljša reka v Keniji in daje ime okrožju. Njeno porečje obsega ok. 126.026 km² in se lahko razdeli na povirje in spodnjo Tano, ki jo sestavlja odsek dolvodno od Kore, kjer reka teče približno 700 km po polsušnih ravnicah. Njeni pritoki so Thika, Ragati iz Mount Kenye in več manjših rek, ki tečejo le v deževnem obdobju. Reka izvira v gorovju Aberdare zahodno od Nyerija. Sprva teče proti vzhodu, nato pa zavije proti jugu okoli masiva Mount Kenye. Ob reki je bila zgrajena vrsta hidroelektrarn (Hidro postaje Seven Forks ali Shema Seven Forks). Sem spadajo (po kaskadnem vrstnem redu) jez Masinga (zagnan leta 1981 z nameščeno močjo 40 MW), jez Kamburu (1974, 94,20 MW), jez Gitaru (1978, 225,25 MW), jez Kindaruma (1968, 72 MW ) in jez Kiamber (1988, 168 MW). Rezervoar Masinga in rezervoar Kiamber, ki sta ju ustvarila jezova Masinga oziroma Kiamber, služita dvojnemu namenu: proizvodnja hidroelektrične energije in namakanje kmetijstva. Ostali trije se uporabljajo izključno za proizvodnjo elektrike. Študija iz leta 2003 je poročala, da sta dve tretjini kenijskih potreb po električni energiji oskrbeli niz jezov ob reki Tana. Mnogi ljudje verjamejo, da ima ta reka pod seboj podzemno vodo. Električna energija se nato oskrbuje z nacionalnim omrežnim sistemom in se distribuira po vsej državi prek vrste podpostaja, transformatorjev in kablov.
Pod jezovi se reka obrne proti severu in teče vzdolž meje sever-jug med nacionalnimi rezervati Meru in Severni Kitui ter Bisanadi, Kora in Rabole. V rezervatih se reka obrne proti vzhodu, nato pa proti jugovzhodu. Teče skozi mesta Garissa, Hola in Garsen, preden vstopi v Indijski ocean na območju zaliva Ungwana-Kipini, na koncu delte reke, ki sega približno 30 km gorvodno od samega rečnega ustja.
Vodo iz reke črpajo naslednji veliki namakalni projekti: Projekt namakanja in naselja Bura, Namakalna shema Tana in Namakalni projekt delte Tane.
Vse več je dokazov, da bodo podnebne spremembe motile reko Tano in njene okoliške habitate.

## Eponimi
Dve vrsti afriških plazilcev sta poimenovani po reki Tana: skink Mochlus tanae in vitka slepa kača Myriopholis tanae.

## Eektrarne in rezervoarji
Človek je s sedmimi jezovi in petimi hidroelektrarnami, ki jih financirajo Svetovna banka in nacionalne vlade, množično in s precejšnjimi finančnimi stroški posegel v rečni ekosistem. Reka je ključnega pomena za napajanje države, zlasti glavnega mesta Nairobija. Okoljevarstveniki obžalujejo razselitev lokalnega prebivalstva zaradi jezu Kiamber, pa tudi projekt namakanja Buru, ki je veljal za popoln neuspeh in je zdaj sušna pokrajina.
Gledano navzdol, je Tana zaježena z naslednjimi elektrarnami:
| Elektrarna | Upravljavec                                   | Max. Moč (MW) | Zbiralnik | Površina (km²) | Volumen (km³) |
| ---------- | --------------------------------------------- | ------------- | --------- | -------------- | ------------- |
| Masinga    | Kenya Electricity Generating Company (KenGen) | 40            | Masinga   | 120            | 1,56          |
| Kamburu    | KenGen                                        | 94,2          | Kamburu   | 60             | 0,123         |
| Gitaru     | KenGen                                        | 225           | Gitaru    |                | 0,016         |
| Kindaruma  | KenGen                                        | 72            | Kindaruma | 2,4            | 0,016         |
| Kiambere   | KenGen                                        | 168           | Kiambere  |                | 0,585         |

V1970-ih so bile izvedene študije izvedljivosti razvoja hidroelektrarne na Tani, ki so predvidevale kaskado 11 elektrarn. Doslej pa je bilo implementiranih le pet zgornjih.

## Hidrometrija
Pretok reke je bil merjen v 41 letih (1934–75) v Garissi, mestu približno 250 kilometrov gorvodno od ustja. Povprečni letni pretok, opažen v Garissi v tem obdobju, je bil 155 m³/s.